# Заянчковський Іван Пилипович
Іва́н Пили́пович Заянчко́вський (8 лютого 1917, с. Руда — 24 травня 2010, Уфа) — біолог-зоолог, ветеринарний лікар, письменник-натураліст, почесний академік АН Республіки Башкортостан (1995), доктор ветеринарних наук (1962), професор (1963), заслужений діяч науки РРФСР (1977) і Башкирської АРСР (1970).

## Біографія
Народився 8 лютого 1917 року в селі Руда на Київщині.
У 1943 році закінчив ветеринарний факультет Самаркандського сільськогосподарського інституту.
Після закінчення інституту працював ветлікарем на Уралі і в Україні (1943—1948), завідувачем кафедри Троїцького ветеринарного інституту Челябинської області (1950—1959), Рязанського сільськогосподарського інституту (1959—1964), завідувачем кафедри, професором Башкирського сільськогосподарського інституту, нині аграрного університету (1964—1997).
Наукові напрями роботи Заянчковського: фізіологія і патологія розмноження сільськогосподарських тварин.
Зробив великий внесок в розробку проблем біології розмноження сільськогосподарських тварин. Вперше розробив методи внутрішньовим'них вливань при лікуванні корів, що хворі маститом, і гормональної терапії ускладненої яйцекладки птахів.
За його ініціативою при кафедрі акушерства Башкирського аграрного університету створено учбово-науковий музей.
Почесний академік АН Республіки Башкортостан (1995), числився у Відділенні біологічних, медичних і сільськогосподарських наук АН Республіки Башкортостан.

## Праці
І. П. Заянчковський — автор 42 книг і близько 400 наукових s науково-популярних статей з питань ветеринарії, зоології, хірургії, екології, охорони природи. Його праці опубліковані на 22 мовах народів СРСР і зарубіжжя. Працював у підготовці та виданні «Червоної книги Башкирської АРСР» (1984 і 1987 роки).

### Наукові і науково-популярні публікації
- Заянчковский И. Ф. Занимательная зоология / Художник С. Я. Савочкин. — Челябинск: Челябинское книжное издательство, 1955. — 248 с. — 15 000 экз.
- Заянчковский И. Ф. Задержание последа и послеродовые заболевания у коров. — М.: Колос, 1964. — 382 с.
- Заянчковский И. Ф. Враги наших врагов. — М.: Молодая гвардия, 1966. — 272 с. — (Эврика). — 65 000 экз.
- Заянчковский И. Ф. Враги наших врагов / Художники А. Колли, И. Чураков. — Изд. 2-е, доп. — М.: Молодая гвардия, 1969. — 336 с. — (Эврика). — 50 000 экз.
- Заянчковский И. Ф. Ветеринарное акушерство, гинекология и искусственное осеменение сельскохозяйственных животных. — М.: Колос, 1967.
- Заянчковский И. Ф. Наследство и наследники: Об инстинктах, условных рефлексах и других сторонах поведения животных. — Свердловск: Средне-Уральское книжное издательство, 1971. — 312 с.
- Заянчковский И. Ф. Звери начеку: Органы чувств и поведение животных. — М.: Лесная промышленность, 1974. — 240 с. — 50 000 экз. (в пер.)
- Заянчковский И. Ф. Пастухи и артисты: Рассказы о прирученных и обученных животных. — Уфа: Башкирское книжное издательство, 1974. — 368 с. — 100 000 экз.
- Заянчковский И. Ф., Смирнов И. В. Практикум по искусственному осеменению сельскохозяйственных животных. — М.: Колос, 1975. — 272 с.
- Заянчковский И. Ф. Деонтология в ветеринарном акушерстве и гинекологии / Министерство сельского хозяйства СССР. Ульяновский сельскохозяйственный институт. Башкирский сельскохозяйственный институт. — Уфа; Ульяновск: Б.и., 1977. — 100 с.
- Заянчковский И. Ф. Живые барометры. — М.: Лесная промышленность, 1977. — 136 с. — 50 000 экз.
- Заянчковский И. Ф. Живые барометры. — Изд. 2-е, доп. — М.: Лесная промышленность, 1987. — 152 с. — 25 000 экз.
- Заянчковский И. Ф. На службе у человека. — Уфа: Башкирское книжное издательство, 1977. — 184 с. — 20 000 экз.
- Заянчковский И. Ф. Говорящие птицы / Оформление М. Гайсина. — Уфа: Башкирское книжное издательство, 1981. — 152 с. [Архівовано 6 жовтня 2017 у Wayback Machine.]
- Заянчковский И. Ф. Памятники животным. — Киев: Радянська школа, 1983. — 160 с. — (Библиотечная серия). — 190 000 экз. (обл.)
- Заянчковский И. Ф. Твоя родословная, Акбузат. — Уфа: Башкирское книжное издательство, 1983. — 264 с. — 50 000 экз.
- Заянчковский И. Ф. Животные — помощники ученых: Научно-популярные очерки / Худ. И. Файрушин. — Уфа: Башкирское книжное издательство, 1985. — 256 с. — 5000 экз.
- Заянчковский И. Ф. Пернатые друзья и помощники. — Челябинск: Южно-Уральское кн. изд-во, 1986. — 128 с.
- Заянчковский И. Ф. Верные помощники, настоящие друзья: (О развитии коневодства) / Пер. с рус. С. Л. Архангельской. — Киев: Урожай, 1988. — 216 с.
- Туников Г. М., Заянчковский И. Ф. Рядом с человеком. — Челябинск: Южно-Уральское кн. изд-во, 1990. — 242, [16] с. — (Природа и мы).
- Заянчковский И. Ф. Животные, приметы и предрассудки. — М.: Знание, 1991. — 256 с. — (Народный университет. Естественнонаучный факультет). — 100 000 экз. — ISBN 5-07-001303-3. (обл.)

## Нагороди
Лауреат Всесоюзних (1967, 1972) і Всеросійського (1969) конкурсів на кращі науково-популярні книги.